# Skin (film, 2008)
Pour les articles homonymes, voir Skin.
Pour plus de détails, voir Fiche technique et Distribution.
Skin est un film britannico-sud-africain réalisé par Anthony Fabian, sorti en 2008. Le film, adapté du livre When She Was White: The True Story of a Family Divided  by Race de Judith Stone, raconte l'histoire de Sandra Laing, une femme sud-africaine née de parents blancs mais catégorisée comme Coloured en application des lois de l'Apartheid.

## Synopsis
En Afrique du Sud, dans le Transvaal rural en 1965, la petite Sandra Laing âgée de 10 ans doit être scolarisée au pensionnat de Piet Retief. Bien que ses parents, Abraham et Sannie Laing soient des Afrikaners blancs, l'apparence physique de Sandra est celle d'une fille métisse, résultat d'un atavisme familial non encore détecté. Reclassifiée comme coloured, elle est exclue de l'école amenant Abraham Laing à se battre contre l'Etat pour que sa fille soit reclassée comme blanche. L'histoire de Sandra Laing rencontre alors un écho national et international dans les médias jusqu'à ce que les tribunaux reconnaissent l'atavisme familial des Laing et que Sandra soit reclassifiée comme blanche.
Des années plus tard, âgée de 17 ans, Sandra Laing qui n'a jamais réussi à être acceptée par la communauté blanche afrikaner comme l'une des leurs, tombe amoureuse de Petrus, un noir, avec qui elle aura un enfant, provoquant une rupture familiale définitive.
Requalifiée coloured à sa demande, elle ne reverra sa mère que plusieurs années après la fin de l'apartheid, sans jamais avoir réussi à se réconcilier avec son père ni avec le reste de sa famille.

## Fiche technique
- Réalisation : Anthony Fabian
- Scénario : Helen Crawley, Jessie Keyt et Helena Kriel
- Directeur de la photographie : Dewald Aukema, Jonathan Partridge et Nic Hofmeyr (non crédité)
- Montage : St. John O'Rorke
- Musique : Hélène Muddiman
- Costumes : Fotini Dimou
- Décors : Bill Keam
- Production : Anthony Fabian, Genevieve Hofmeyr et Margaret Matheson
- Genre : Film biographique, Drame
- Pays :  Royaume-Uni,  Afrique du Sud
- Durée : 105 minutes (1 h 45)
- Date de sortie :
  - Royaume-Uni : 24 juillet 2009
  - France : 21 mars 2014 (Diffusion télévisée)

## Distribution
- Sophie Okonedo : Sandra Laing
- Sam Neill (VF : Patrick Béthune) : Abraham Laing
- Alice Krige : Sannie Laing
- Tony Kgoroge : Petrus Zwane
- Ella Ramangwane : Sandra jeune
- Terri Ann Eckstein : Elsie Laing à 19 ans
- Bongani Masondo : Henry Laing à 20 ans
- Jeremy Crutchley : Hugh Johnston